# Tamar (nora de Judà)
|  | Aquest article tracta sobre el personatge bíblic del llibre del Gènesi. Vegeu-ne altres significats a «Tamar». |

Segons el Gènesi, Tamar era la nora i va ser mare d'alguns dels fills del patriarca Judà, fill de Jacob.
Tamar vivia a Adul·lam, a Canaan i es va casar amb un jove de la tribu dels israelites anomenat Er, fill de Judà. Er va tenir un mal comportament als ulls de Jahvè i Déu el va matar. Poc després, Tamar es va casar amb Onan, germà del seu espòs, tal com Judà li va demanar, perquè complís la llei i donés fills al seu germà encara que ja fos mort. Onan, sabent que els fills no serien seus sinó del seu germà, quan feia l'amor es derramava fora. A Jahvè això tampoc no li va agradar i va matar Onan. Llavors s'havia de casar amb el germà petit Xelà, però aquest encara no tenia l'edat suficient i Jacob la va enviar a viure a casa del seu pare. Van passar els anys i Judà es negava a acceptar el matrimoni de Tamar amb Xelà, ja que pensava que també moriria com els altres dos fills seus.
Al cap d'un temps va morir l'esposa de Judà, i passat el dol, va anar amb un amic seu a Tamna per ajudar-lo a esquilar els ramats. Algú li va explicar a Tamar que el seu sogre havia anat a Tamna, i ella es va treure els seus vestits de vídua i es va cobrir amb un vel, i es va asseure al camí que anava a Tamna, ja que sabia que Xelà era gran i no l'havien cridat perquè fos la seva esposa. Judà, al veure-la amb un vel, es va pensar que era una prostituta, i li va demanar allitar-se amb ella sense saber que era la seva nora. Ella li va dir: "Què em donaràs?" i ell li va oferir un cabrit del seu ramat. Tamar li va demanar una penyora fins que li enviés el cabrit, i va aconseguir de Judà el segell, el cordó que servia per lligar-lo i el bàcul. Després va marxar. Al poc temps van explicar-li a Judà que Tamar, la seva nora, s'havia prostituït i estava embarassada. Quan se l'emportaven per lapidar-la va dir que el pare de la criatura era el propietari del segell, el cordó i el bàcul que tenia. Judà els va reconèixer, i quan va parir van néixer bessons, que van portar el nom de:
- Zèrah
- Fares

Judà, avergonyit, va reconèixer els dos infants com a fills seus.